# Rosevale
Rosevale är en ort i Australien. Den ligger i kommunen Meander Valley och delstaten Tasmanien, i den sydöstra delen av landet, omkring 170 kilometer norr om delstatshuvudstaden Hobart. Antalet invånare är 261.
Runt Rosevale är det mycket glesbefolkat, med 3 invånare per kvadratkilometer.. Närmaste större samhälle är Launceston, omkring 18 kilometer öster om Rosevale. 
I omgivningarna runt Rosevale växer i huvudsak städsegrön lövskog. Genomsnittlig årsnederbörd är 1 279 millimeter. Den regnigaste månaden är augusti, med i genomsnitt 174 mm nederbörd, och den torraste är januari, med 42 mm nederbörd.